# Wilkes County 150 1951
Wilkes County 150 1951 var ett stockcarlopp ingående i  Nascar Grand National Series (nuvarande Nascar Cup Series) som kördes 29 april 1951 på den 0,625 mile (1,005 km) långa ovalbanan North Wilkesboro Speedway i North Wilkesboro i North Carolina. Totalt avverkades 93,75 miles (150,876 km) fördelat på 150 varv. Banunderlaget var dirt. Loppet vanns av Fonty Flock i en Oldsmobile körandes för Frank Christian. Prispotten uppgick till 3 780 dollar, varav 1 000 dollar gick till segraren.

## Resultat
| Plc     | Nr   | Förare            | Team/ bilägare      | Konstruktör | Start | Varv | Ledda varv |
| ------- | ---- | ----------------- | ------------------- | ----------- | ----- | ---- | ---------- |
| 1       | 14   | Fonty Flock       | Frank Christian     | Oldsmobile  | 1     | 150  | 150        |
| 2       | 91   | Tim Flock         | Ted Chester         | Oldsmobile  | 5     | i.u. | 0          |
| 3       | 42   | Lee Petty         | Petty Enterprises   | Plymouth    | 17    | i.u. | 0          |
| 4       | 98   | Bill Holland      | Hubert Westmoreland | Plymouth    | 10    | i.u. | 0          |
| 5       | 93   | Donald Thomas     | Herb Thomas Racing  | Plymouth    | 13    | i.u. | 0          |
| 6       | 59   | Lloyd Moore       | Julian Buesink      | Ford        | 29    | i.u. | 0          |
| 7       | 60   | Jimmie Lewallen   | Julian Buesink      | Ford        | 20    | i.u. | 0          |
| 8       | 155  | Glenn Dunaway     | Glenn Dunaway       | Plymouth    | 15    | i.u. | 0          |
| 9       | 5    | Dale Williams     | Ed Hastings         | Mercury     | 34    | i.u. | 0          |
| 10      | 83   | Jimmy Ayers       | Jimmy Ayers         | Plymouth    | 32    | i.u. | 0          |
| 11      | 10   | Jim Fiebelkorn    | Jim Fiebelkorn      | Mercury     | 19    | i.u. | 0          |
| 12      | 69   | Dawson Lechlider  | Dawson Lechlider    | Oldsmobile  | 37    | i.u. | 0          |
| 13      | 82   | Herb Thomas       | Herb Thomas Racing  | Plymouth    | 12    | i.u. | 0          |
| 14      | 50   | Bill Rexford      | i.u.                | Mercury     | 22    | i.u. | 0          |
| 15      | 4    | Ed Massey         | i.u.                | Plymouth    | 28    | i.u. | 0          |
| 16      | 19   | Bill Schade       | i.u.                | Oldsmobile  | 37    | i.u. | 0          |
| 17      | 87   | Jack Holloway     | i.u.                | Plymouth    | 38    | i.u. | 0          |
| 18      | 26   | Leland Colvin     | Leland Colvin       | Plymouth    | 33    | i.u. | 0          |
| 19      | 74   | Paul Stanley      | i.u.                | Oldsmobile  | 24    | i.u. | 0          |
| 20      | 37   | Coleman Lawrence  | Coleman Lawrence    | Ford        | 36    | i.u. | 0          |
| 21      | 55   | Bub King          | Bub King            | Plymouth    | 30    | i.u. | 0          |
| 22      | 90   | Shorty York       | Russ Lou            | Plymouth    | 14    | i.u. | 0          |
| 23      | 62   | Pepper Cunningham | Pepper Cunningham   | Hudson      | 6     | i.u. | 0          |
| 24      | 41.5 | Bill Blair        | i.u.                | Oldsmobile  | 9     | i.u. | 0          |
| 25      | 39   | John Barker       | Ralph Chaney        | Henry J     | 25    | i.u. | 0          |
| 26      | 16   | Bill Snowden      | Snowdwn Racing      | Ford        | 21    | i.u. | 0          |
| 27      | 41   | Curtis Turner     | John Eanes          | Oldsmobile  | 7     | 65   | 0          |
| 28      | 23   | Frank Mundy       | Perry Smith         | Studebaker  | 2     | i.u. | 0          |
| 29      | 110  | Earl Moss         | i.u.                | Ford        | 16    | i.u. | 0          |
| 30      | 78   | Claude Joyce      | Weddle Racing       | Lincoln     | 26    | i.u. | 0          |
| 31      | 72   | Weldon Adams      | Harold Mays         | Plymouth    | 23    | i.u. | 0          |
| 32      | 25   | Dick Linder       | Don Rogalla         | Oldsmobile  | 11    | i.u. | 0          |
| 33      | J-6  | Bob Walters       | Lloyd Dennis        | Henry J     | 35    | i.u. | 0          |
| 34      | 2    | Ewell Weddle      | i.u.                | Hudson      | 18    | i.u. | 0          |
| 35      | 71   | Ben Dixon         | Wesley McBell       | Lincoln     | 31    | i.u. | 0          |
| 36      | 33   | Lou Figaro        | Jack Gaynor         | Hudson      | 4     | i.u. | 0          |
| 37      | 38   | Clyde Minter      | Clyde Minter        | Buick       | 8     | i.u. | 0          |
| 38      | 11   | Fireball Roberts  | Rice Racing         | Oldsmobile  | 3     | 3    | 0          |
| Källor: |      |                   |                     |             |       |      |            |